# Energinivå
Energinivå eller kvantnivå är i kvantfysik de energitillstånd som ett fysiskt system kan ha. Termen används vanligtvis i samband med elektronkonfigurationen i atomer, molekyler eller kärnor, eftersom skillnaden i energinivåer för ett makroskopiskt objekt är försumbar. 

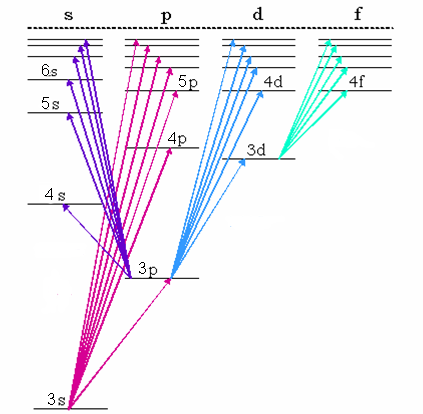
Energinivåer i en natriumatom, och övergångar ("kvantsprångar") mellan dessa. Den vertikala axeln motsvarar energi.